# Zaviša Mitrović
Zaviša Mitrović odnosno Zaviša Mitrović Janković (1649. – 1702.) je bio hrvatski uskok iz obitelji Mitrovića. Sin je sjevernodalmatinskog serdara i mletačkog kavalijera Janka Mitrovića, brat Stojana i Zaviše. Imao je i jednu sestru. Premda su poznatiji kao Janković, prezimenom nije Janković nego Mitrović. U devedeset posto mletačkih dokumenata prezime poznatijeg brata Stojana piše se prezime Mitrović, a ne Janković, što mu je po ocu.
Bio je najmlađi od braće. Bio je serdar Kotara, kapetan Obrovca, kavalijer sv. Marka i čelnik Morlaka. Vodio ratne pohode u Liku i Bosnu koje su bile pod osmanskom vlašću. Dovodio je doseljenike u Dalmaciju. Sudjelovao je u borbama u oslobađanju Knina i Sinja gdje se istaknuo. U tim je borbama bio i ranjen. Bio u komunikaciji sa srpskim patrijarhom Arsenijem Carnojevićem.
Zaviša je bio velikog imovnog stanja. U vlasništvu su mu bili veliko imanje, mlinovi, kuće, i dućani. Zadnjih godina života kupio je pola otoka Oliba.